# Nematocampa falsa
Nematocampa falsa là một loài bướm đêm trong họ Geometridae.